# Cáchira (ort i Colombia)
Cáchira är en ort i Colombia.   Den ligger i departementet Norte de Santander, i den norra delen av landet, 400 km norr om huvudstaden Bogotá. Cáchira ligger 2 007 meter över havet och antalet invånare är 2 097.
Terrängen runt Cáchira är bergig åt sydost, men åt nordväst är den kuperad. Cáchira ligger nere i en dal. Runt Cáchira är det ganska glesbefolkat, med 27 invånare per kvadratkilometer. Det finns inga andra samhällen i närheten. Trakten runt Cáchira består i huvudsak av gräsmarker.